# Ружар Бріффа
Ружар Бріффа (1906—1963) — мальтійський поет і дерматолог, головна фігура мальтійської літератури.
«Я ніколи не думав видати ці вірші книжкою. Одні були написані у важкі часи, інші — у хвилини радості. І я написав їх для себе». Ці слова поета з'явилися в його першій поетичній збірці «Poeżiji», опублікованій у 1971 році завдяки постійній підтримці його другої дружини Луїзетт і друга П. Валентина Барбари.

## Життєпис
Його знали як поета «малого і простого — найкращого». Ружар Бріффа навчався в початковій державній школі Святого Ельма та в ліцеї Валлетти. Отримавши атестат зрілості, у 1923 році почав учителювати в початковій школі. У 1924 році він почав вивчати медицину в Університеті Мальти і завершив їх у Лондоні венерології та дерматології. У 1932 році став фахівцем зі шкірних хвороб. Він був відомий своєю скромністю та великодушністю у поводженні зі своїми пацієнтами, особливо з хворими на проказу.
За словами його дружини Луїзет, він мріяв своєю медичною роботою прикрашати спотворених і страждаючих пацієнтів. Ця естетична проблема часто виникає в його літературній творчості, настільки, що він був відомий як «Поет краси» серед своїх сучасників.

У 1931 році разом зі своїм другом Ġużè Bonnici він заснував Għaqda tal-Malti Università, який діє донині, і почав видавати журнал Leħen il-Malti («Голос мальтійців»).
Ружар Бріффа помер 22 лютого 1963 року. Його повну біографію оприлюднив у 1984 році професор Олівер Фріґ'єрі.

У мальтійському місті Моста існує вулиця, названа на його честь Triq Rużar Briffa.

## Поезія
Багато його віршів було написано на папірцях, вирізаних із зошитів, або на внутрішній частині використаної пачки сигарет. Інші були написані на папері, призначеному для медичних рецептів, на паперових пакетах; Одним словом, він використовував усе, що було під рукою, щоб зафіксувати свій вірш на папері.
Хоча Бріффа писав дуже мало, він був високо оцінений літературними критиками. Ось деякі коментарі Бріффа щодо поезії як індивідуальної інтерпретації та універсального вираження:
Мої вірші — не великі події, не глибокі роздуми про Життя і навіть не піднесені бажання іншого Світу. Це просто враження, так би мовити, кадри повсякденного життя, як їх чує серце. Сила знімка полягає в його розмірі, який, попри те, що він малий, фіксує деталі, які на більшій фотографії залишилися б непоміченими... Я також відчуваю, що мої вірші мають силу простоти.
Я писав не для слави. Поезія для мене — це аж ніяк не розвага, а радше велике страждання.
Мене вражає одна думка, і я продовжую замислюватися над нею кілька місяців – або навіть років. Потім я відчуваю раптовий спалах. І де б я не був, варто було б взяти олівець і папір, і за хвилину вірш випливає з нічого. Жоден вірш не займав більше ніж п'ять хвилин, щоб записати його.
Поезія повинна прагнути лише досягти серця, серця людини, і навіть якщо вона досягне цього лише раз, тоді поезія досягне своєї кульмінації.